# Johanna Ernstová
Johanna Ernstová (* 16. listopadu 1992, Mittersill) je rakouská mistryně světa a bývalá reprezentantka ve sportovním lezení na obtížnost, mistryně Evropy a vítězka světového poháru, juniorská Mistryně světa a vítězka Evropského poháru juniorů.

## Výkony a ocenění
- 2009, 2010 - dvě nominace na prestižní mezinárodní ocenění La Sportiva Competition Award za závodní výsledky[1]
- sportovec roku Rakouska

### Závodní výsledky
| Mistrovství světa | Mistrovství světa | Mistrovství světa | Mistrovství světa |
| Rok               | 2009              | 2011              | 2012              |
| ----------------- | ----------------- | ----------------- | ----------------- |
| Obtížnost         | 1                 | 4                 | 3                 |

| Arco Rock Master | Arco Rock Master | Arco Rock Master | Arco Rock Master |
| Rok              | 2008             | 2009             | 2011             |
| ---------------- | ---------------- | ---------------- | ---------------- |
| Obtížnost        | 1                | 7                | —                |
| Duel             | —                | —                | 2                |

| Světový pohár          | Světový pohár  | Světový pohár | Světový pohár     | Světový pohár         | Světový pohár   |
| Rok                    | 2008           | 2009          | 2010              | 2011                  | 2012            |
| ---------------------- | -------------- | ------------- | ----------------- | --------------------- | --------------- |
| Obtížnost              | 1              | 1             | —                 | 6                     | 3               |
| jednotlivě* 16 (9/4/3) | , · ,          | ,5,, · ,23,   | —                 | 4,8,,-,, · 7,-,-,-,11 | 6,4,8,,4, · ,,9 |
|                        |                |               |                   |                       |                 |
| Bouldering             | 30-32          | 22            | 28                | —                     | —               |
| jednotlivě*            | -,-,-,-, -,-,6 | -,-,10, 8,-   | -,-,-,-, 20,25,12 | —                     | —               |
|                        |                |               |                   |                       |                 |
| Kombinace              | 2              | 3             | —                 | —                     | —               |

* Pozn.: nalevo jsou poslední závody v roce
| Mistrovství Evropy | Mistrovství Evropy | Mistrovství Evropy | Mistrovství Evropy |
| Rok                | 2008               | 2010               | 2013               |
| ------------------ | ------------------ | ------------------ | ------------------ |
| Obtížnost          | 1                  | 2                  | 19                 |

| Mistrovství světa juniorů | Mistrovství světa juniorů | Mistrovství světa juniorů | Mistrovství světa juniorů | Mistrovství světa juniorů |
| Rok                       | 2006 kat. B               | 2007 kat. B               | 2008 kat. A               | 2011 juniorky             |
| ------------------------- | ------------------------- | ------------------------- | ------------------------- | ------------------------- |
| Obtížnost                 | 1                         | 1                         | 1                         | 2                         |

| Evropský pohár juniorů | Evropský pohár juniorů | Evropský pohár juniorů |
| Rok                    | 2006 kat. B            | 2007 kat. B            |
| ---------------------- | ---------------------- | ---------------------- |
| Obtížnost              | 1                      | 1                      |
| jednotlivě* (11/0/0)   | ,                      | ,                      |

* Pozn.: nalevo jsou poslední závody v roce

## Galerie

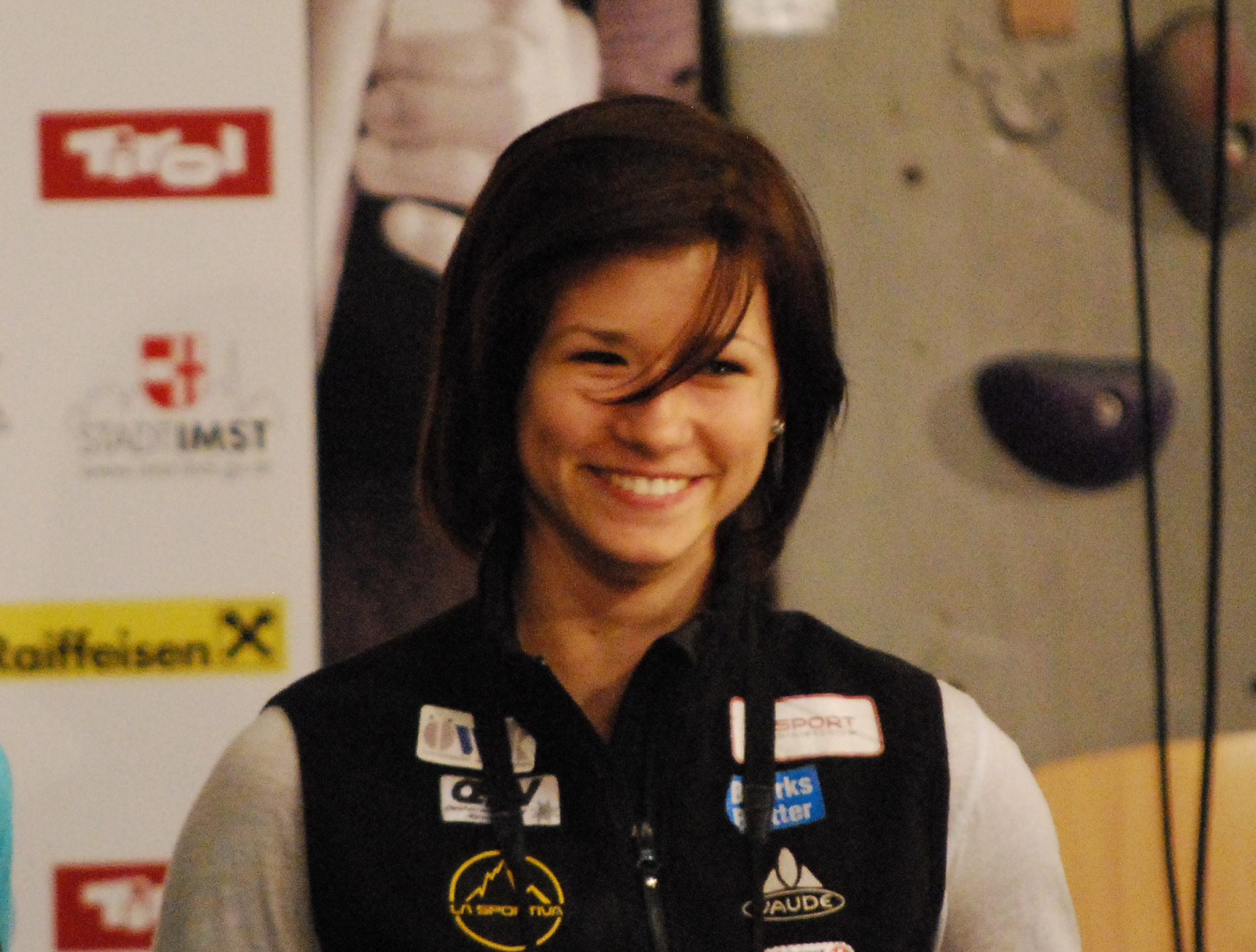
Johanna Ernst v Imstu (2009)
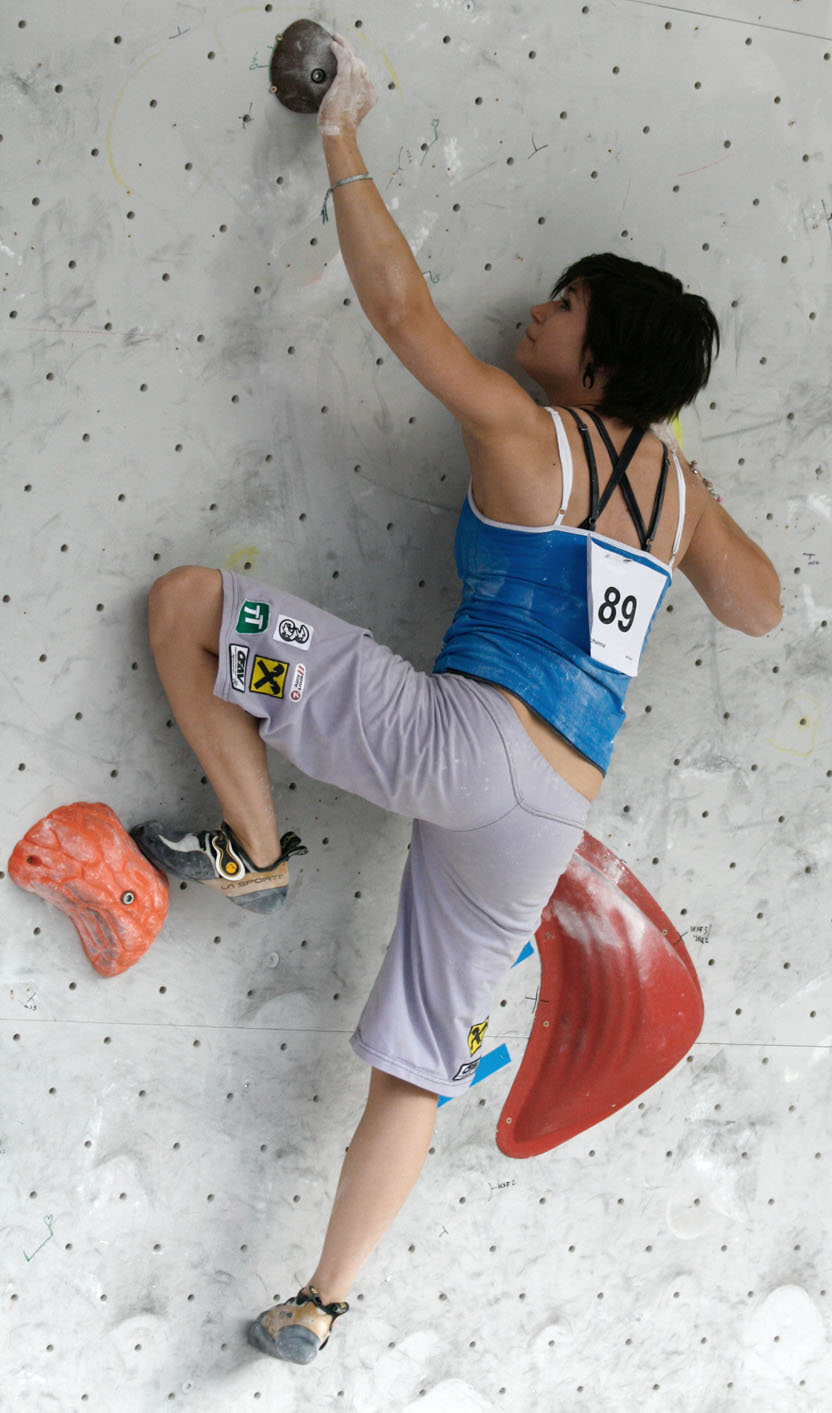
Johanna Ernst na SP 2010 v boulderingu ve Vídni
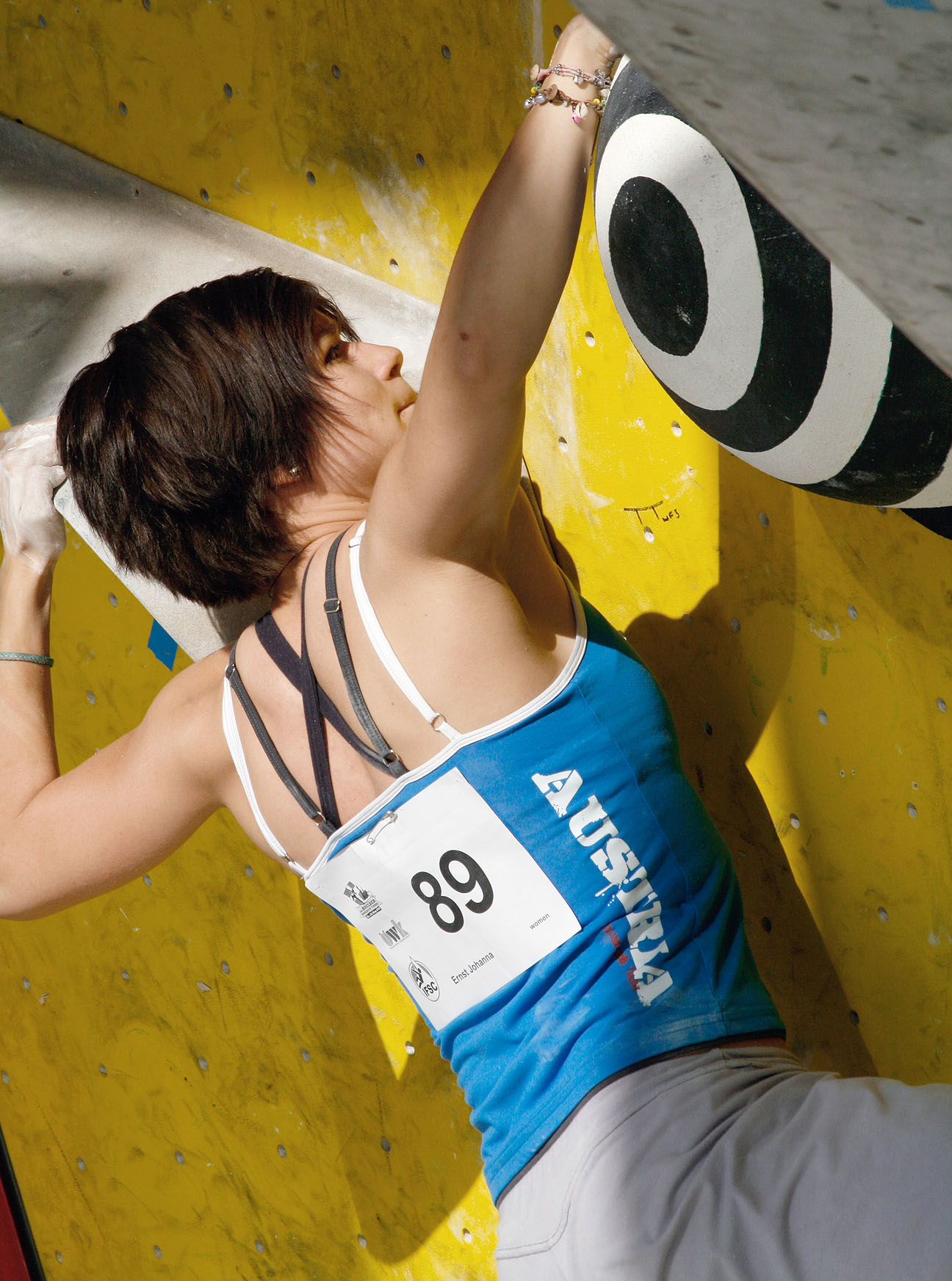
Johanna Ernst na SP 2010 v boulderingu ve Vídni